# Aleurocanthus arecae
Aleurocanthus arecae es un hemíptero de la familia Aleyrodidae, subfamilia Aleyrodinae. Fue descrita científicamente en 2003 por David & Manjunatha.